# Unió Socialdemòcrata (Japó)
La Unió Socialdemòcrata (社会民主連合 Shakai-minshu-rengō), també anomenada Federació Socialdemòcrata fou un partit polític japonès
El partit fou una petita formació amb un programa radicalment pacifista, antinuclear i contrari al conveni defensiu amb els Estats Units sorgida el 1978 de la fusió de la Unió Socialista Ciutadana i el Club Socialista, dos grups escindits del Partit Socialista del Japó i que va aconseguir entrar a la Dieta per primer cop a les eleccions generals japoneses de 1979. El partit fou actiu fins el 1994 però durant tota la seua existència es tractà d'un partit prou minoritari.